# 州綽
州绰（？—前548年），春秋时期晋国勇士。
前555年（周灵王十七年、鲁襄公十八年、齐灵公二十七年、晋平公三年），州绰作为晋国栾盈的家臣，参与对齐国的平阴之战。十一月初一日，晋军追赶齐军。州绰追上殿后的殖綽、郭最，用箭射中殖绰的左右肩膀，两枝箭夹着脖子。州绰说：“你停下，还可以被我三军俘虏；不停下，我将再射两箭之中你的咽喉。”殖绰回过头来说：“你发誓。”州绰说：“白日为证。”于是解下来弓弦从后边捆住殖绰的手，他的车右具丙捆住郭最，没有解除盔甲从后面捆绑，坐在中军战鼓之下。十二月初六日，州绰攻打到临淄东闾，因为左边的骖马由于拥挤而不能前进，回到门内盘旋了很久，他把临淄城门门扇上的铜钉都数清楚了。
前552年（周灵王二十年、鲁襄公二十一年、齐庄公二年、晋平公六年），晋国栾盈在政治斗争中失败遇害，栾氏的亲族知起、中行喜、州绰、邢蒯逃亡到齐国。乐王鲋对范宣子说：“为什么不让州绰、邢蒯回来？他们是勇士啊。”范宣子说：“他们是栾氏的勇士，我能得到什么？”乐王鲋说：“将军如果做他们的栾氏，那就是将军的勇士了。”齐庄公上朝，指着殖绰、郭最说：“这是寡人的雄鸡。”州绰说：“国君认为他们是雄鸡，谁敢认为不是？但臣不才，在平阴之战中，比他们二位先打鸣。”齐庄公为勇士设置爵位，殖绰、郭最想要参加。州绰说：“东闾之战，臣的左骖马被逼，盘旋城门里不能前进，我记下了门上铜钉的个数，是不是能在勇士里有一份呢？”齐庄公说：“你是为的晋君立功啊。”州绰回答：“下臣初来，然而殖绰、郭最两位，如果用禽兽作比方，臣已经吃了他们的肉而睡在他们的皮上了。”前548年（周灵王二十四年、鲁襄公二十五年、齐庄公六年）五月十七日，齐庄公被崔杼所杀，州绰和贾举、邴师、公孙敖、封具、铎父、襄伊、偻堙这些齐庄公的随从，都被杀死。